# Burshtín
Burshtín (en ucraniano: Бурштин) es una ciudad de Ucrania perteneciente a la óblast de Ivano-Frankivsk. Hasta 2014 pertenecía al raión de Halych.
En 2023 tiene una población estimada de 12 761 habitantes. Su nombre significa literalmente «ámbar». Antiguamente era un shtetl próximo a la Zona de Asentamiento. Está atravesada por el río Gnila Lipa.
Aquí vivió durante un tiempo el compositor austríaco Franz Xaver Wolfgang Mozart. Es también la ciudad de origen de la cantante Mika Newton.

## Demografía
La ciudad ha tenido la siguiente evolución demográfica:
- 1959: 3053 habitantes
- 1970: 10 358 habitantes
- 1989: 14 416 habitantes
- 2001: 15 298 habitantes
- 2016: 15 640 habitantes[3]
- 2021: 14 866 habitantes[4]

Según el censo de 2001, la mayoría de la población era hablante de ucraniano (97,39%), existiendo una minoría de hablantes de ruso (2,43%).

## Economía
La ciudad da nombre a la vecina central termoeléctrica Burshtín TES, situada a 6 km de Burshtín.

## Patrimonio

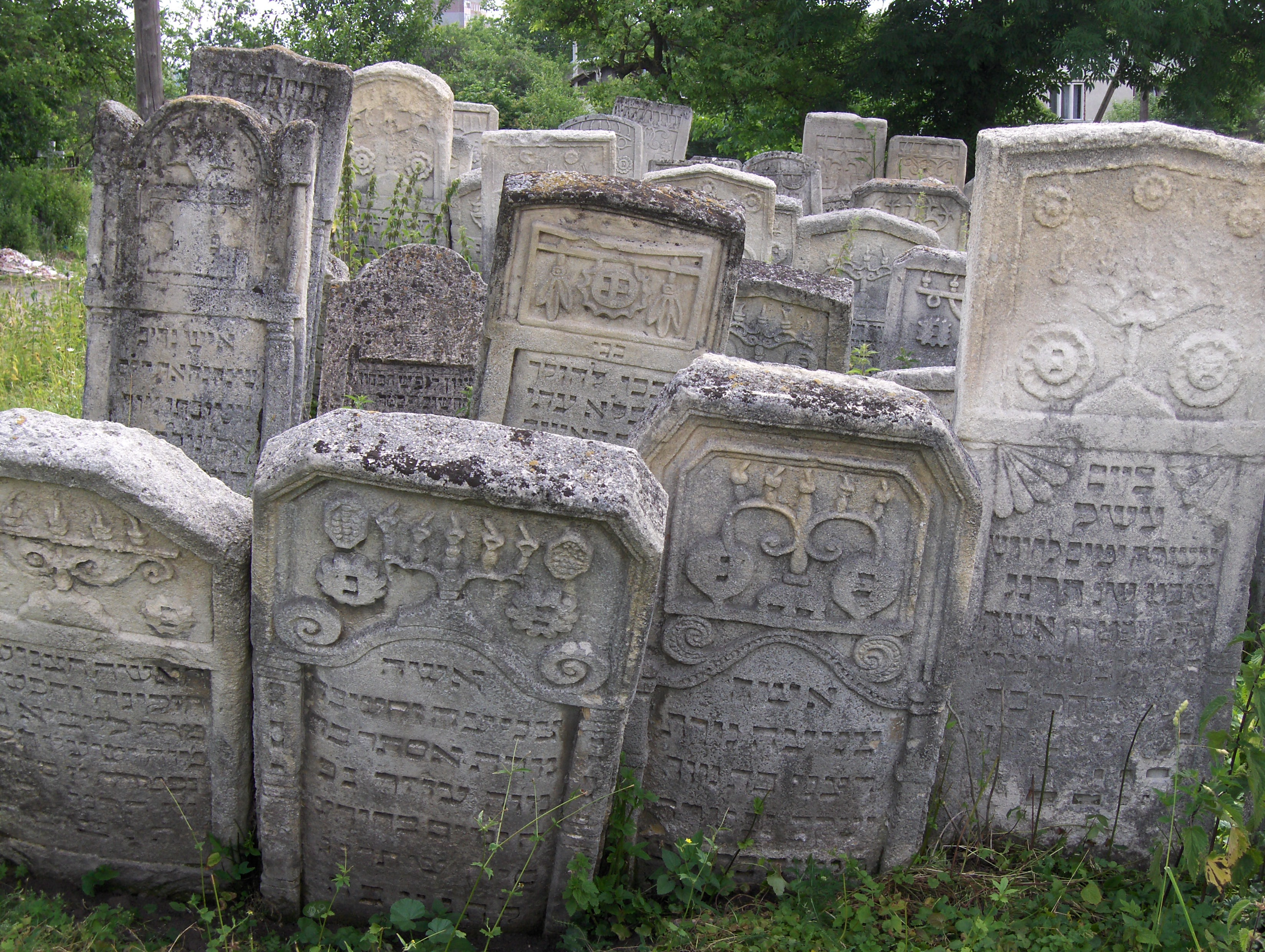
Antiguo cementerio judío
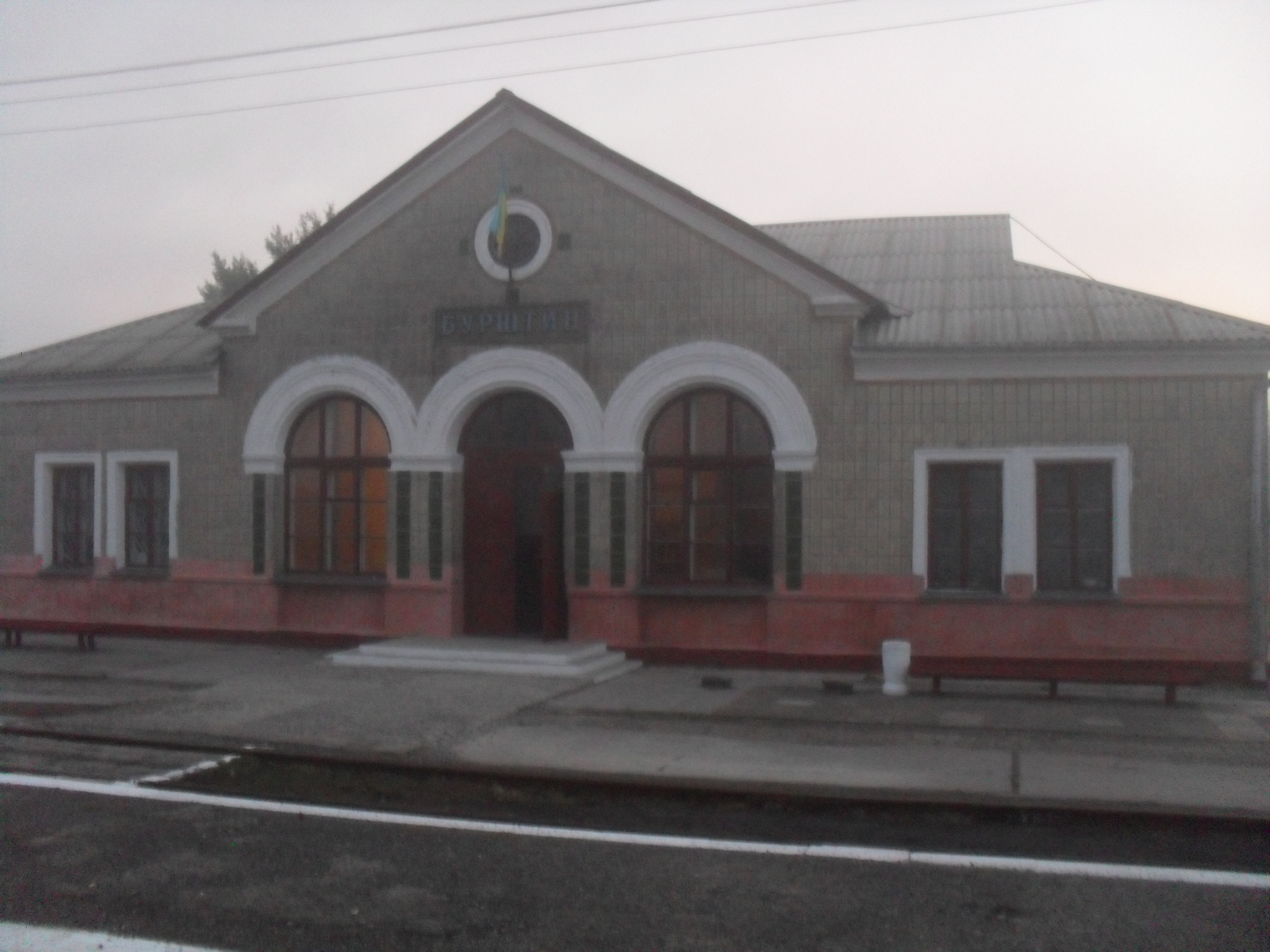
Estación de ferrocarril de Burshtín
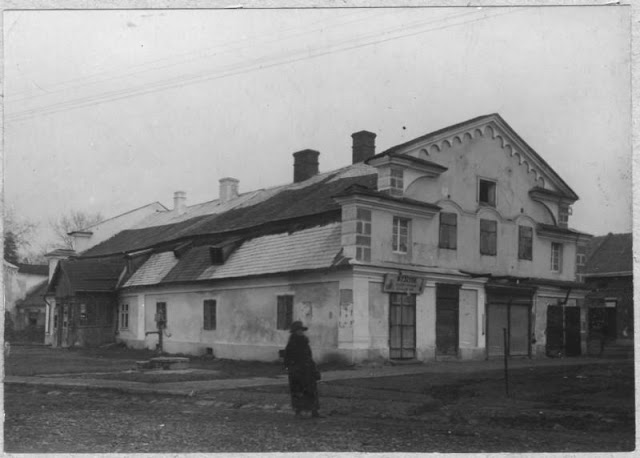
Casa consistorial en el siglo XIX